# Jojol
Jojol is een bestuurslaag in het regentschap Rokan Hilir van de provincie Riau, Indonesië. Jojol telt 1028 inwoners (volkstelling 2010).